# Pelazgi
Pelazgi (starogrško starogrško Πελασγοί, Pelasgoí, edn. starogrško Πελασγός, Pelasgós) je naziv, s katerim so starogrški pisci imenovali domorodno prebivalstvo, ki je živelo v Grčiji pred Grki, oziroma prebivalstvo, katero so imeli za prednike Helenov. Naziv je v skrajnosti lahko pomenil vsa starodavna, primitivna in domnevno domorodna ljudstva v grškem svetu. Kasneje je izraz dobil širši pomen in se začel uporabljati za vse domorodne prebivalce na področju Egejskega morja in njihove kulture pred prihodom Grkov oziroma uvedbo grškega jezika. Izraz je imel v specifičnih kontekstih včasih tudi drugačne pomene. V klasičnem grškem obdobju se je nanašal na nekaj enklav v kopenski Grčiji, na Kreti in egejski regiji. Prebivalci, ki so jih Grki imeli za Pelazge, so govorili jezik ali jezike, ki so jih imeli za barbarske, čeprav so nekateri grški pisci Pelazge opisovali kot Grke. Izročilo pravi, da je bil pred helenizacijo velik del Grčije pelaški. Ti deli so se v veliki meri ujemali z ozemljem, ki je bilo v 5. stoletju pr. n. št. naseljeno z Jonci.

## Etimologija
Etnonim Pelasgoí ima nejasno poreklo in nejasno etimologijo, tako kot večina drugih aspektov teorije o Pelazgih. Michel Sakellariou je zbral kar petnajst različnih etimoloških tolmačenj, ki so jih predlagali jezikoslovci v zadnjih dvesto letih, in zaključil, da je večina tolmačenj nerealnih.
Ena od antičnih razlag, ki je bila zasnovana na naključni podobnosti besed, je besedo  pelasgos povezovala z besedo  pelargos (štorklja) in na tej osnovi zaključila, da so bili Pelazgi migranti, ki so kot štorklje – ptice selivke prišli morda iz Egipta. S to razlago se poigrava na primer Aristofan v svoji komediji Ptice.
Gilbert Murray zagovarja tolmačenje, ki Pelazge povezuje z izrazom pelas gē (sosednja dežela): »Če je naziv Pelasgoi resnično povezan z besedo   πέλας (pélas, blizu), bi njihov naziv pomenil "sosed". Za Grke bi to pomenil najbližje tuje ljudstvo, na katero so naleteli med svojo selitvijo.«
Julius Pokorny méni, da naziv Pelasgoi izhaja iz *pelag-skoi - prebivalci ravnice ali bolj natančno  prebivalci tesalske ravnice. Avtor ob tem navaja starejše razlage, ki jih je sredi 19. stoletja predlagal William Ewart Gladstone v svojih Spisih o Homerju in homerski dobi. Če Pelazgi niso bili indoevropejci, so jim to ime dali Grki, sami pa so se imenovali z nekim drugim imenom.
Iz istega korena sta nastali tudi starogrški besedi pelagos  (morje)  in plagos (ravna stran). Ernest Klein na tej osnovi ime Pelazgi tolmači kot "ljudje z morja".
Kleinovo tolmačenje predpostavlja, da indoevropejci niso imeli besede morje, ker ga v njihovi bližini v dolinah na celini sploh ni bilo. Ko so prvič naleteli na morje, so zanj enostavno uporabili svojo besedo, ki je pomenila nekaj ravnega.

## Antični viri
Analiza pisnih virov se je začela že v klasični Grčiji, ko so takratni avtorji čizali dela, ki so jih o Pelazgih pisali starejši pisci. Njihove analize niso dale nobenih dokončnih zaključkov, so pa pripomogle k boljšemu razumevanju problema. Analize so morda dosegle višek v viktorijanskem obdobju, ko je začela filologija sistematično uporabljati nove primerjalne metode. Tipično delo iz tega obdobja je obsežna in podrobna študija Williama Ewarta Gladstonea, ki se je ukvarjal tudi s klasično filologijo. O Pelazgih govori zelo obširno predvsem v prvem delu študije. Sodobna znanost se pri preučevanju Pelazgov naslanja predvsem na arheologijo in njej sorodne discipline.

### Pesniki

#### Homer
Pelazgi so v grški književnosti prvič omenjeni v Homerjevi Iliadi kot zavezniki Troje. V delu druge knjiga, znanem kot Katalog ladij, so omenjeni kot prebivalci ozemlja med Helespontom in Trakijo. Homer njihovo mesto ali regijo imenuje Larisa, ki ni istovetna z Lariso v Tesaliji. Opisuje jo kot plodno pokrajino, katere prebivalci so znani kot vešči kopjaniki. Njihova vodja imenuje Hiptoj in Pilej in omenja, da sta sinova Leta, sina Tevtamona. Vsem omenjenim daje grška ali tako helenizirana imena, da ni v njih zaznati nobenega tujega elementa.
V Odiseji Odisej zase na enem mestu pravi, da je Krečan in v nadaljevanju med plemeni, ki so bila naseljena v »devetdeset kretskih mestih, kjer se jezik z jezikom meša«, omenja tudi Pelazge.
Iliada omenja  "pelaški Arg", ki se najverjetneje nanaša na tesalsko ravnico, in "pelaškega Zevsa", ki živi in vlada v Dodoni, verjetno v znanem preročišču v Epirju. Kot prebivalci Tesalije so omenjeni Mirmidonci, Heleni in Ahajci, med prebivalci okolice Dodone pa Selloi. Pelazgi sploh niso omenjeni. Vsa omenjena ljudstva so se v trojanski vojni borila na strani Grkov.

#### Heziod
Med kasnejšimi grškimi avtorji je malo soglasij o tem, katere lokacije so bile pelaške. Heziod imenuje Dodono, če ima v mislih prav njo, "središče Pelazgov", s čimer pojasnjuje Homerjevega "pelaškega Zevsa". Avtor pravi, da je bil Pelazg (starogrško Πελασγός, eponimni prednik Pelazgov) oče arkadskega kralja Likaona.

#### Asij s Samosa
Asij s Samosa pravi, da je bil Pelazg prvi človek, rojen iz zemlje.

#### Ajshil
V Ajshilovi tragegiji Pribežnice Danaide zbežijo iz Egipta in iščejo zatočišče pri kralju Pelazgu v Argu, ki se po Ajshilovem zapisu nahaja ob reki Strimon, obsega Perebijo na severu, tesalsko Dodono in pobočja Pinda na zahodu in obale Egejskega morja na vzhodu. Ozemlje Arga je bilo torej nekoliko večje od klasične Pelazgiotide. Južne meje Arga ne omenja, iz besedila pa je razvidno, da je obsegal celo vzhodno Grčijo od severa Tesalije do peloponeškega Arga. Kralj je trdil, da vlada Pelazgom in da je otrok Palajhtona, ki je "zrasel iz zemlje". Danaida Hor Pelazgovo kraljestvo imenuje "apijski hrib" in trdi, da razume karbana audan   (grško καρβᾶνα δ᾽ αὐδὰν), kar bi se lahko prevedlo, da razume "govor barbarov" ali "jezik dežele, kjer živijo Karbani" (Karbanoi). Beseda Karbanoi ni grška. Danaide so trdile, da so njihovi predniki živeli s starodavnem Argu, čeprav same niso pripadnice "črne rase" (grško μελανθὲς γένος). Pelazg priznava, da se je dežela nekoč imenovala Apija, vendar ima Danaide za ženske iz Libije in Egipta in želi vedeti, kako lahko izvirajo iz Arga. Danaide mu odgovorijo, da izvirajo iz Ije. V izgubljeni drami Danajke Ajshil pravi, da je bila pradomovina Pelazgov v okolici Miken.

#### Sofoklej
Sofoklej v odlomku izgubljene drame Inah prikazuje Inaha kot starca v Argu, na Heninih hribih med "tirsenskim Pelazgi" (grško Tyrsenoi Pelasgoi). Pelazgi imajo nenavadno dvojno ime Tirseno-Pelazgi. Pomen odlomka je nejasen, ime Tirseni pa se morda nanaša na Tirence (grško Tyrrhenoi).

#### Evripid
Evripid v tragediji Orest prebivalce Arga imenuje Pelazgi. V izgubljeni drami Arhelaj Evripid pravi, da je Danaj ob prihodu v Inahovo mesto (Arg) uvedel zakon, da se morajo Pelazgi takoj preimenovati v Danajce.

#### Ovidij
Rimski pesnik Ovidij je v svojih Metamorfozah Grke, ki so se borili v trojanski vojni, imenoval Pelazgi.

### Zgodovinarji

#### Hekataj iz Mileta
Hekataj iz Mileta v svoji  Genealogiji pravi, da je Deukalionov rod (genos) vladal v Tesaliji, ki se je po kralju Pelazgu imenovala Pelazgija. V drugem odlomku istega dela omenja, da je bil Pelazg sin Zevsa in Niobe in da je njegov sin Likaon ustanovil kraljevsko dinastijo, ki je vladala v Arkadiji.

#### Akusilaj
Akusilaj v enem od svojih spisov omenja, da so Peloponežani dobili ime po Pelazgu, sinu Zevsa in Niobe.

#### Helanik
Helanik z Lezbosa se v odlomku 7 svoje Argoške zgodovine ukvarja z besedo "konjerejski", ki se v Iliadi nanaša na Arg na Peloponezu. Helanik omenja razlage več avtorjev, ki se med seboj razlikujejo. Njegova pojasnila so trivialna in spadajo v domeno mitologije, vsi pa se strinjajo, da Helanik trdi, da se je naziv Argeia, se pravi Argolida, nekoč nanašal na cel Peloponez in da so Pelazg in njegova brata Argeio dobili kot dediščino od svojega očeta, ki se v različnih virih imenuje Triop, Arestor ali Foronej. Pelazg je pri Argu na reki Erasin zgradil trdnjavo Larisa, od koder izvira izraz Pelaški Arg. Kasneje se je preselil v notranjost polotoka, zgradil Faraizijo in pokrajino imenoval Pelazgija. Po prihodu Grkov se je Pelazgija preimenovala v Arkadijo.
V odlomku 76 Helanikove Foronide sta bila Pelazg in njegova žena Menipa omenjena kot starša cele vrste kraljev Pelazgiotide u Tesaliji: Frastorja, Amintorja, Teutamida in Nasa. Pelazgi so se pod Nasom "dvignili" (anestēsan) proti Helenom, ki so (v tej zgodbi) očitno zavladali Tesaliji, in nato odšli v Italijo, kjer so najprej zavzeli Kortono in nato ustanovili Tirenijo. Zgodovinarji na tej osnovi zaključujejo, da je bil Helanik prepričan, da so bili Pelazgi po poreklu iz Tesalije in predniki Etruščanov.

#### Herodot
Grški zgodovinar Herodot iz Halikarnasa je v svoji Zgodovini o pelaškem jeziku pisal zelo previdno:
Kateri jezik so govorili Pelazgi, ne morem točno reči. Če je pravilno zaključevati po tistih Pelazgih, ki zdaj živijo nad Tirsenom v Krestonu in so bili nekoč sosedje današnjih Dorcev, ali po Pelazgih, ki so skupaj z Atenci ustanovili Plakijo in Skilako na Helespontu in številnih drugih pelaških mestih, ki so kasneje spremenila svoja imena, če vse to lahko vzamemo kot dokaz, so Pelazgi govorili barbarski jezik. Če se je to resnično zgodilo Pelazgom, se je atiško ljudstvo kot pelaško pretopilo v Helene, pozabilo svoj jezik in se naučilo helenskega. In zares, niti Kretonci niti Plakejci ne govorijo istega jezika kot ljudstva, ki zdaj živijo okoli njih, to pa dokazuje, da še vedno govorijo kot takrat, ko so se naselili v te dežele.
Herodot namiguje tudi na druge pokrajine, v katerih so Pelazgi tudi kasneje živeli pod drugimi imeni. Med njimi sta bila verjetno Samotraka in "pelaško mesto Antandar" v Troadi. Omenja tudi, da so Pelazgi živeli tudi na otokih Lemnos in Imbros. Za tiste na Lemnosu pravi, da gre za helespontske Pelazge, ki so pred tem živeli v Atenah in so jih Atenci zaradi nepokorščine preselili na Lemnos. Herodot omenja tudi pelaške bogove Kabirje in to, da bi njihovo čaščenje lahko pokazalo, kje so nekoč prebivali Pelazgi.
Neka druga Herodotova trditev pravi, da so se Heleni, konkretno Dorci, oddvojili od Pelazgov in, sprva šibki, prerasli v veliko in močno ljudstvo:
Heleni so, kot se mi zdi, od nekdaj govorili isti jezik. Ko so se ločili od Pelazgov so bili sprva šibki, vendar so inekoč majhnega postali veliko in silno ljudstvo, predvsem zato, ker so vase pretalili Pelazge in mnogo drugih barbarskih ljudstev. Zdi se mi, da se v nasprotju z njimi pelaško ljudstvo prav zaradi tega nikoli ni številčno povečalo in ostalo barbarsko.
Herodot navaja, da so se atenski Pelazgi imenovali Kranejci (Κραναοί, Kranai)  in da so se Jonci, dokler so živeli na Peloponezu v pokrajini Ahaja, imenovali Egijalski Pelazgi. Omenja tudi to, da so se po izjavah Helenov tudi Eolci nekoč imenovali Pelazgi.

#### Tukidid
Tukidid je v svoji Zgodovini peloponeške vojne o Pelazgih zapisal:
Zdi se mi, da imena [Helada] ni imela cela dežela, ampak da v času pred Helenom Deukalionom sploh ni bilo tega naziva in da so se prebivalci imenovali po drugih ljudstvih, največ po Pelazgih. Ko so se na Ftiotidi naselili Helen in njegovi sinovi in so na pomoč pozvali druga mesta, so se posamezniki zaradi druženja njimi raje imenovali Heleni. Da je začelo ime prevladovati, je kljub temu trajalo veliko časa.
Tukidid méni, da so predniki Atencev živeli v razkropljenih in med seboj neodvisnih naseljih v Atiki in da so se v nekem obdobju po Tezeju preselili na področje Aten in v mesto. Del Aten pod akropolo se je imenoval Pelargik. Meščani so ga imeli za prekletega, vendar so se vanj kljub temu naselili.
V opisu pohoda na Amfipol Tukidid pravi, da so nekatere naselja na Atoškem rtu naseljena
... s pomešanimi barbarskimi ljudstvi, med katerimi je nekaj Halkidcev, prevladujejo pa Pelazgi, od katerih so Tirenci nekoč naselili Lemnos in Atene. Tam so tudi Bizalčani, Krestonci in Edonci. Živijo v majhnih mestih.

#### Efor
Efor je na osnovi Heziodovega zapisa, ki govori o izročilu, da je v Arkadiji živelo domorodno pelaško prebivalstvo, razvil teorijo, da so Pelazgi kot ljudstvo živeli "vojaško življenje" (stratiōtikon bion) in da so ljudstva, ki so prevzela njihov način življenja, prevzela tudi njihovo ime. Svoje ime so dali celi Heladi, kolonizirali Kreto in razširili svojo oblast na Epir in Tesalijo in tista ozemlja, ki so jih antični pisci od Homerja dalje imeli za pelaška. Peloponez se je v tistem času imenoval Pelazgija.

#### Dionizij iz Halikarnasa
Dionizij iz Halikarnasa v nekaj poglavjih Rimskih starin obravnava Pelazge na podlagi dostopnih virov in zaključuje, da so bili Grki:
Potem so neki Pelazgi, ki so živeli v Tesaliji, kot se pokrajina zdaj imenuje, morali zapustiti svojo deželo in se naseliti med Aborigine in se skupaj z njimi odpraviti v vojno proti Sikelom. Aborigini so jih morda sprejeli ravno zato, ker so pričakovali njihovo pomoč, jaz pa sem prepričan da zato, ker so bili z njimi sorodni. Saj so bili tudi Pelazgi Grki, ki so izvirali s Peloponeza.
Dionizij pravi, da so se veliko selili. Bili so potomci Pelazga, sina Zevsa in Niobe, in so sprva živeli v ahajskem Argu. Od tam so se preselili v Hemonijo, ki je kasneje postala Tesalija, od koder so pregnali barbarske staroselce in deželo razdelili na Ftiotido, Ahajo in Pelazgiotido. Imena so dobile po Ftiju, Ahaju in Pelazgu, sinovih Larise in Pozejdona. V "njihovi šesti generaciji so jih izgnali Kureti in Lelezi, ki se zdaj imenujejo Etolci in Lokrodci". Razkropili so se v več smeri: na Kreto, Kiklade, Evbejo, Histeotido, Beocijo, Fokido, vzdolž obale Helesponta in na tamkajšnje otoke, zlasti na Lesbos, katerega je že pred tem koloniziral Krinakov sin Makar. Večina je odšla v Dodono, od koder so nazadnje odšli v Italijo, ki se je takrat imenovala Saturnija. Izkrcali so se v bližini Spine na ustju reke Pad. Drugi so šli preko Apeninov v Umbrijo, ko so jih od tam pregnali, pa v deželo Aboriginov. Z njimi so sklenili sporazum in se naselili v Veliju. Skupaj z Aborigini so osvojili Umbrijo, katero so jim kasneje prevzeli Tirenci. Dionizij v nadaljevanju podrobno opiše Pelazge in preide na Tirence, za katere pravi, da niso isto ljudstvo kot Pelazgi.

### Geografi

#### Pavzanij
Pavzanij v Opisu Helade omenja, da so Arkadci trdili, da je bil Pelazg s svojimi spremljevalci prvi prebivalec njihove dežele. Ko je postal kralj, je izumil kolibe, ogrinjala iz ovčje kože in prehrano, katere glavna sestavina je bil želod. Dežela se je po njem imenovala Pelazgija. Ko je kralj postal Arkad, se je preimenovala v Arkadijo, njeni prebivalci Pelazgi pa v Arkadce.  Pavzanij pravi, da so bili Pelazgi tisti, ki so naredili lesen Orfejev kip v Demetrinem svetišču v Teri in izgnali Minijce in Lakedemonce z Lemnosa.

#### Strabon
Strabon del svoje Geografije posveča Pelazgom, izraža svoje mnenje o njih in mnenja drugih, ki so pisali pred njim:
Kar se Pelazgov tiče, se skoraj vsi strinjajo, da se je neko starodavno pleme s tem imenom razširilo po celi Grčiji, še posebej med Eolci v Tesaliji.
Strabon pravi, da se je Pelaški Arg razprostiral "od reke Penej in Termopil do Pindskega pogorja" in se tako imenoval zato, ker so v njem vladali Pelazgi. Med Pelazge prišteva tudi plemena v Epirju in se pri tem sklicuje na mnenja "drugih". Za pelaškega šteje tudi otok Lesbos. Caere v južni Etruriji naj bi ustanovli Pelazgi iz Tesalije in jo imenovali Argila. Ko jim je vladal kralj Malej, so se naselili tudi ob ustju Tibere in sicer v Pirgiju in še nekaj drugih naseljih.

## Mitologija
Pelaška mitologija je malo znana. Zdi se, da je bilo njihovo glavno božanstvo bog Ares in ne titan Helij in olimpski Apolon, katera so v klasični Grčiji imeli za bogova sonca. Sledovi Aresovega kulta so opazni v kultu Arejskega Zevsa (Zeus Areios), ki so ga gojili v Elidi, in imenu atenskega Areopaga (Areois pagos, Aresov grič).

## Jezik
Ker je poznavanje identitete (ali identitet) Pelazgov nezanesljivo, je njihov jezik predmet več teorij. Opisane so samo najpomembnejše. Glede na to, da spada grščina med indoevropske jezike, se takoj pojavi vprašanje, ali je bil indoevropski tudi pelaški jezik.

### Pelaščina kot predindoevropski jezik

#### Neznano poreklo
V eni od pomembnih teorij se med Pelazge uvrščajo prebivalci pokrajin okoli Egejskega morja pred prihodom govorcev protogrškega jezika in enklave njihovih potomcev, ki so bile v klasični Grčiji prepoznane kot take. Teorija je zasnovana na izvirnih konceptih filologa Paula Kretschmerja, katerega stališča so prevladovala celo prvo polovico 20. stoletja in imajo še danes določeno težo.
Arheološke raziskave, ki sta jih v Çatalhöyüku opravila James Mellaart in Fritz Schachermeyr, so znanstvenika privedle do zaključka, da so Pelazgi prišli na egejsko ozemlje z Male Azije v 4. tisočletju pr. n. št. Po tej teoriji se Pelazgom pripisuje naslednje pomembne jezikovne in kulturne značilnosti:
- Skupine neindoevropskih sposojenk v grškem jeziku, privzetih že v prazgodovinkem obdobju.
- Negrške in neindoevropske korene številnih grških krajevnih imen, ki v svojem imenu vsebujejo soglasniško skupino -nth- (na primer Korint, Probalint, Zakint in Amarint) ali njene ekvivalente -ns-, npr. Tirint, -tt-, npr. Atika, planini Himet in Brilet/Briles, Likabetski hrib, dema Gargeta itd., ali njen ekvivalent -ss-: mesto Larisa, gora Parnas, reki Kefis in Ilis, kretski mesti Amnis in Tilis itd. Te skupine se pojavljajo tudi v drugih negrških besedah, verjetno podedovanih iz predgrškega substrata, na primer asáminthos (kdaj), ápsinthos (pelin), terébinthos (Pistacia terebinthus) itd. Med drugimi krajevnimi imeni, ki so, kot se zdi, neindoevropskega izvora, so Athēnai (Atene), Mykēnai (Mikene), Messēnē (Mesena), Kyllēnē (Kilena), Kirena, Mitilena itd., ki se končujejo z značilno skupino -ēnai/ēnē. Sem spadajo tudi Tebe, Delfi, Lind, Ramnunt in druga.
- Nekatere mitološke zgodbe ali božanstva brez pandana v mitologijah drugih indoevropskih ljudstev, na primer olimpski bogovi Atena, Dioniz, Apolon, Artemida in Afrodita, katerih poreklo je treba, zgleda, iskati v  Anatoliji ali Levantu.
- Negrški napisi po celem Sredozemlju, npr. stela z Lemnosa.

Zgodovinar George Grote takole povzema svojo teorijo o pelaškem jeziku:
Za označevanje predhelenskega prebivalstva številnih delov Grčije je dokazanih več imen: Pelazgi, Lelezi, Kureti, Kavkonci, Aonci, Temiki, Hijanti, Telhini, beoški Tračani, Telebojci, Efiri, Flegijci in druga. Večina imen pripada legendarni in ne zgodovinski Grčiji in so izvlečena iz celega niza nasprotujočih si legand, ki so jih zapisali logografi in kasnejši zgodovinarji, ki so na njihovi osnovi pisali zgodovino starih časov. V tem obdobju je bilo dojemanje in znanstveno tolmačenje zgodovinskih dokazov zelo slabo razvito. Imena so morda označevala resnična ljudstva, naše znanje pa se s tem konča.
Robert Graves je menil, da nekateri elementi te mitologije izvirajo iz pelaškega izročila, na primer tisti, ki se nanašajo na njihov koncept bele boginje, domnevno arhetipske boginje zemlje. Dokaze za takšno mišljenje je omenil tudi v svojih tolmačenjih drugih starih književnosti, na primer irskih, velških, grških, svetopisemskih, gnostičnih in srednjeevropskih spisov.

#### Ibero-kavkaški
Nekateri gruzijski znanstveniki, na primer R.V. Gordeziani in M.G. Abdušelišhvili, povezujejo Pelazge z ibero-kavkaškimi ljudstvi predzgodovinskega Kavkaza, katera so Grki imenovali Kolhidci in Iberci.

### Pelaščina kot indoevropski jezik

#### Anatolski
Z zahodni Anatoliji številna krajevna imena z infiksom  -ss- izhajajo iz pridevniškega sufiksa, ki se nahaja tudi v klinopisnem luvijskem in palajskem jeziku. Tipičen primer je  Tarhuntaša (Mesto boga neurja Tarhunta), medo je kasnejša beseda Parnassos morda povezana s hetitsko besedo parna  (hiša). Na osnovi teh elementov je nastala teorija, da je bil pelaški jezik do neke mere eden od anatolskih jezikov.

#### Tračanski
Vladimir I. Georgiev je trdil, da so bili Pelazgi indoevropejci in da njihovo ime izvira iz indoevropske besede pelagos (morje), zato bi lahko bili Ljudstvo z morja (PRŚT), omenjeno na egipčanskih napisih. Povezoval jih je tudi s sosednjimi Tračani in postavil tezo o glasovni spremembi na prehodu s praindoevropskega na pelaški jezik.

#### Albanski
Avstrijski dilomat in poznavalec albanskega jezika Johann Georg von Hahn je imel pelaški jezik za starodavno fazo v razvoju albanskega jezika. Sodobni znanstveniki so njegovo teorijo zavrgli, vendar je še vedno prisotna med albanskimi nacionalisti.

#### Neznan
Po Vladimiru I. Georgievu, ki je pelaški jezik umestil med armenski in albanski jezik, je Albert Joris Van Windekens (1915‒1989) postavil teorijo o nekem nedokazanem hipotetičnem indoevropskem jeziu Pelazgov, v katerega je uvrstil grške besede brez grške etimologije in se nanašajo na imena mest, junake, rastline, oblačile, predmete za vsakdanjo rabo in družbene organizacije. Njegova razprava Le Pélasgique iz leta 1952 je bila sprejeta dokaj kritično.

## Arheologija

### Atika
Na začetku 20. stoletja sta Italijanska šola arheologije in Ameriška šola klasičnih študij opravili arheološka izkopavanja na atenski Akropoli in drugih najdiščih v Atiki in odkrili neolitska naselja, orodje, keramiko in okostja živali, predvsem ovac in rib. Najdbe so bile zelo podobne najdbam na tesalskih akropolah v Sesklu in Diminiju. Najdbe so potrdile grške zapise, v katerih so Atenci opisani kot potomci Pelazgov, povezanih z neolitskim prebivalstvom Tesalije. Arheološke najdbe kot celota kažejo, da so se prebivalci že v 6. tisočletju pr. n. št. ukvarjali s poljedelstvom.

### Lemnos
Avgusta in septembra 1926 so člani Italijanske šole arheologije opravili podobna izkopavanja na otoku Lemnosu. Odkritja so objavili 3. januara 1927 v Messager d'Athénes. Glavni cilj raziskav je bil osvetliti etrursko-pelaško civilizacijo na tem otoku. Arheologi so izkopavali v Helesteji (Paleopolis), kjer so se, po Herodotu,  Pelazgi predali atenskemu poveljniku Miltijadu. Odkrili so tirensko nekropolo iz 9.-8. stoletja pr. n. št. z več kot 130 kostnicami, bronaste predmete in lončenino. V kostnicah je bil ženski in moški nakit. V moških kostnicah so bili noži in sekire, v ženskih pa uhani, bronaste igle, ogrlice, zlati diademi in zapestnice. Nekateri zlati predmeti so bili okrašeni s spiralnimi vzorci, podobnimi mikenskim. Geometrijskih vzorcev niso odkrili. Rezultati izkopavanj so pokazali, da so bili lemnoški Tirenci ali Pelazgi ostanek mikenskega prebivalstva.

### Beocija
V 80. letih 20. stoletja so bila na gorskih vrhovih blizu vasi Skurta v Beociji odkrita najdišča iz srednjega in poznega helenskega obdobja. V utrjenih gorskih naseljih so bili, po izročilu, vse do konca bronaste dobe naseljeni Pelazgi. Lokacija naselij kaže tudi na to,  da je pelaško prebivalstvo želelo poudariti svojo drugačnost, tako etnično kot gospodarsko, v primerjavi z mikenskimi Grki, ki so obvladovali Skurtsko dolino.